# Vomerogobius flavus
Vomerogobius flavus är en fiskart som beskrevs av Gilbert, 1971. Vomerogobius flavus ingår i släktet Vomerogobius och familjen smörbultsfiskar. Inga underarter finns listade i Catalogue of Life.